# ユマリ・ゴンサレス
ユマリ・ゴンサレス・バルディニエソ（Yumari González Valdinieso、1979年6月13日 - ）は、キューバ、サンクティ・スピリトゥス出身の女子自転車競技選手。
2007年、2009年の世界選手権、スクラッチ優勝者である。同種目では、2008年、2010年にいずれも2位に入っている。
また、パンアメリカン選手権の個人ロードレースは、2006年から2008年まで3連覇を達成している。